# IJslandse slanke noordhoren
De IJslandse slanke noordhoren (Colus islandicus) is een slakkensoort uit de familie van de Buccinidae. De wetenschappelijke naam van de soort werd in 1786 voor het eerst geldig gepubliceerd door Nikolaj Mohr.

## Beschrijving
De IJslandse slanke noordhoren is een zoutwater huisjesslak, die tot 15 cm groot kan worden. De schelp vertoont grote gelijkenis met die van gewone slanke noordhoren (Colus gracilis), maar is tot tweemaal zo groot (150 x 50 mm tegenover 70 x 28 mm). Het heeft een crème tot witte, dunschalige maar vrij stevige horen met 8-9 matig gebolde windingen. De soort is een aaseter die leeft op zand- of slibbodems in tot circa 2.000 meter diep water.

## Verspreiding
De IJslandse slanke noordhoren heeft een circumpolair verspreidingsgebied; het verspreidingsgebied loopt van Spitsbergen en Noord-Scandinavië tot Schotland en de noordelijke Noordzee, alsmede westwaarts via Groenland tot Noord-Canada en New York. De soort wordt zelden zuidelijker aangetroffen dan het Kattegat. In de zuidelijke wateren, alsmede op de Noordzeestranden, zijn fossiele schelpen te vinden.